# Bartholomäus Koßmann
Bartholomäus Koßmann (né le 2 octobre 1883 à Eppelborn et mort le 9 août 1952 à Hombourg) est un homme politique allemand du Zentrum (plus tard CVP).

## Biographie
Diplômé de l'école élémentaire, Koßmann travaille comme mineur dans la mine de Camphausen de 1899 à 1905. Koßmann rejoint le mouvement ouvrier catholique et au début de mars 1903 devint secrétaire des associations locales de travailleurs catholiques de Neunkirchen . À partir de 1909, il est membre du conseil municipal de Neunkirchen et à partir de 1917, il siège au conseil d'administration des associations ouvrières catholiques.
Koßmann devient le plus jeune membre du Reichstag pour le Zentrum, où il représente la 6e circonscription de Trèves (Ottweiler). À partir de 1914, il dirige le département des mines. Après la Première Guerre mondiale, il est membre de l'Assemblée nationale de Weimar de janvier 1919 à 1920. Contrairement à la majorité de ses collègues de groupe, il vote le 22 juin 1919 à l'Assemblée nationale contre la signature du traité de Versailles. En 1919, il est également membre de l'Assemblée constituante de l'État libre de Prusse. Koßmann est nommé au conseil supérieur du gouvernement en 1920. De 1922 à 1925, il est président du conseil régional et à partir de 1924 membre de la commission gouvernementale de la Société des Nations pour la région de la Sarre. En outre, Koßmann travaille de 1920 à 1935 dans l'administration de la Société des Nations au Département du bien-être du peuple.
Du côté catholique, Koßmann est l'un des adversaires du Concordat et fait partie du groupe de résistance autour de Carl Friedrich Goerdeler. À partir de 1942, la Gestapo enquête sur Koßmann. Il est partiellement au courant des plans de la résistance et est inclus dans le cabinet fantôme Beck/Goerdeler en tant que sous-commissaire politique dans le district militaire XII (Wiesbaden) en cas de coup d'État réussi. Après le complot du 20 juillet 1944, il est arrêté deux jours plus tard à Forbach. Au début, il est emprisonné dans le camp de la Gestapo à Neue Bremm et est transféré au camp de concentration de Ravensbrück. Koßmann est acquitté par le tribunal populaire le 19 janvier 1945, mais reste en détention jusqu'au 12 février 1945. Après cela, il est surveillé par la Gestapo jusqu'à la fin de la Seconde Guerre mondiale.
Après la fin de la guerre, il est l'un des fondateurs du CVP et en devient président d'honneur. Koßmann est membre de la Commission constitutionnelle de la Sarre, qui rédige la constitution de la Sarre. Le 5 octobre 1947, il est élu au nouveau Landtag de Sarre, dont il sera membre jusqu'à sa mort. De plus, à partir de 15 décembre 1947, il est vice-président du Landtag de Sarre. Koßmann fait campagne pour un règlement pacifique entre la France et l'Allemagne et - contrairement à Johannes Hoffmann - se prononce contre une annexion économique et politique de la Sarre à la France.

## Honneurs
La municipalité d'Eppelborn décerne la médaille Bartholomäus Koßmann pour de nombreuses années d'engagement civique. En 2003, une fondation Bartholomäus-Koßmann est créée à Eppelborn.